# Niue Fono Ekepule
Die Niue Fono Ekepule (englisch Niue Assembly) ist das Einkammerparlament des autonomen Gebiets Niue, welches sich in freier Assoziation mit Neuseeland befindet. Die 20 Mitglieder werden zum einen in 14 Einzelwahlkreisen und zum anderen in einer landesweiten Personenwahl für die weiteren sechs Abgeordneten gewählt.

## Geschichte
Die Versammlung entstand aus dem 1915 durch den Cook Islands Act entstandenen Island Council von Niue. Mit der Umstrukturierung zur Niueanischen Versammlung 1959 kamen dem Parlament nach und nach mehr Rechte zu. Mit der Verfassung und der vollen Einführung der Selbstverwaltung 1974 bekam das Parlament seine heutige Funktion.

## Wahl
Das Parlament wird in einer Mehrheitswahl gewählt, wobei jeder Wähler zwei Stimmen hat. Eine Stimme gibt er einem Kandidaten auf einer landesweiten Liste. Die sechs Kandidaten mit den meisten Stimmen erhalten dabei einen Sitz in der Versammlung. Zudem kann jeder Wähler einen Kandidaten für das Dorf wählen; jedes Dorf stellt einen Wahlkreis dar, sodass weitere 14 Abgeordnete über dieses Verfahren einziehen.
Jeder Staatsbürger Neuseelands, der seit mindestens drei Monaten auf Niue seinen Wohnsitz hat, ist zur Wahl zugelassen. Um sich selbst zur Wahl aufstellen zu lassen, ist es zu den Anforderungen an das aktive Wahlrecht zusätzlich nötig, für insgesamt 12 Monate seinen Wohnsitz auf Niue zu haben.